# Helianthus deserticola
Helianthus deserticola là một loài thực vật có hoa trong họ Cúc. Loài này được Heiser mô tả khoa học đầu tiên năm 1960.